# Frankenthal (Sasko)
Frankenthal (hornolužickosrbsky Frankln) je obec v německé spolkové zemi Sasko. Nachází se v zemském okrese Budyšín a má 906 obyvatel. Spolu se sousední obcí Großharthau na jihu tvoří správní společenství Großharthau. Frankenthal je jednou z nejmenších obcí v Sasku podle počtu obyvatel.

## Poloha
Frankenthal leží v Horní Lužici, nedaleko historických hranic s Míšní. Město se rozprostírá na délce 2,5 kilometru v údolí podél malého potoka od severozápadu k jihovýchodu. Sousedí s městy Bischofswerda a Großröhrsdorf a obcemi Großharthau a Rammenau.

## Historie
Kolem roku 1200 se v oblasti usadili franští kolonisté. Obec Frankenthal, stejně jako ostatní obce v této oblasti, byla poprvé zmíněna v hornolužické hraniční listině, kterou podepsal český král Václav I. 7. května 1241 a vymezovala hranici mezi Horní Lužicí, která spadala pod českou korunu, a Míšeňskou diecézí.

## Správní členění
Frankenthal se nedělí na žádné místní části.

## Osobnosti
- Udo Schmuck (* 1952), fotbalista